# Dar al-Makina
El Dar al-Makina (en árabe: دار المكينة) fue una fábrica de armas situada en Fez, Marruecos.

## Historia
La Dar al-Makina (adaptación árabe de la palabra "máquina") fue fundada por el sultán Hasán I entre 1885 y 1886, con la ayuda de oficiales italianos.   La puerta norte del Palacio Real de Fez, conocida como Bab Khibbat es-Smen, también data de la construcción de 1886 por el mismo sultán. La fábrica de armas fue uno de los primeros intentos de industrialización en Fez y formó parte de los esfuerzos del sultán por modernizar el ejército marroquí para competir con las potencias europeas, aunque no tuvieran finalmente un gran efecto. La fábrica ya no se utiliza y se encuentra abandonada y, parcialmente, en ruinas.: 353–355 

## Descripción
El edificio ocupa el lado occidental de la nueva plaza mexuar, cerca del Palacio Real de Fez, en Fes Jdid. Se ingresa a través de una puerta, Bab al-Makina, de estilo arquitectónico italianizante, que se abre en el lado oeste de la plaza. En su interior, el Dar al-Makina consta de una amplia serie de cámaras abovedadas, similares a la arquitectura de los Heri as-Swani, los graneros reales del sultán Ismaíl en Mequinez.

## Galería

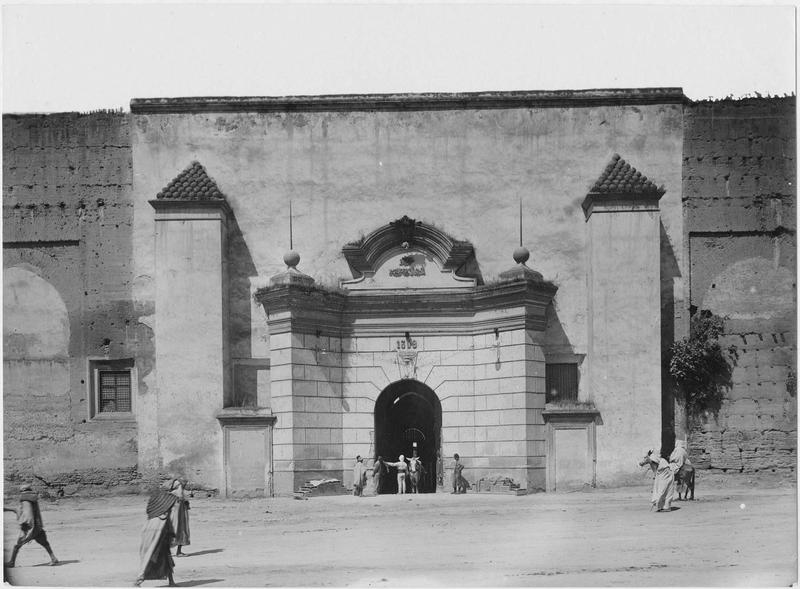
Bab al-Makina, entrada de Dar al-Makina, en 1913
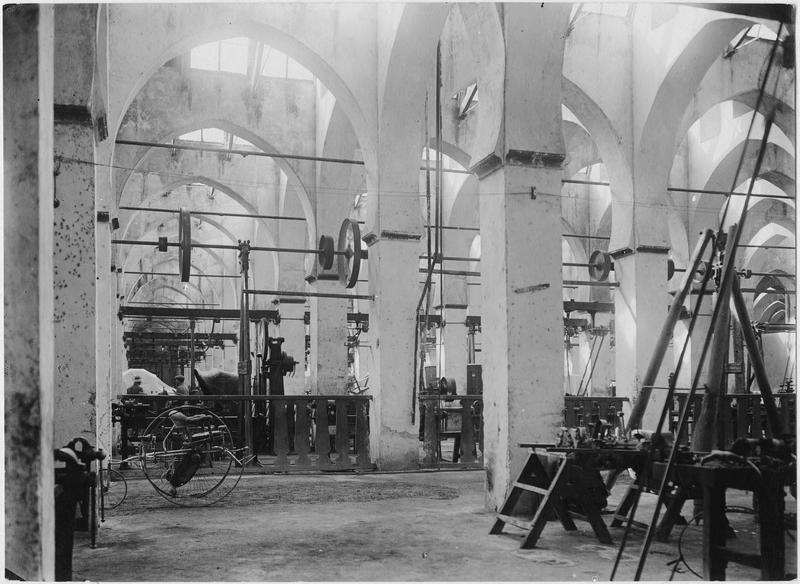
Interior del edificio.
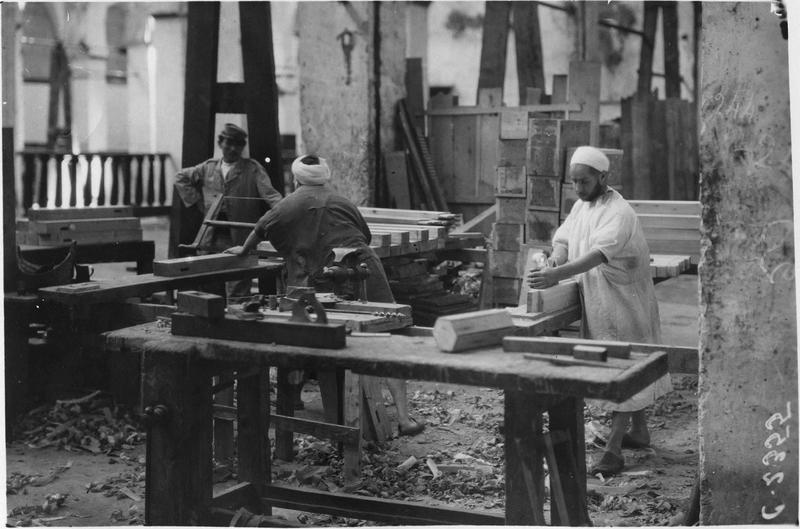
Obreros en las instalaciones en 1916.
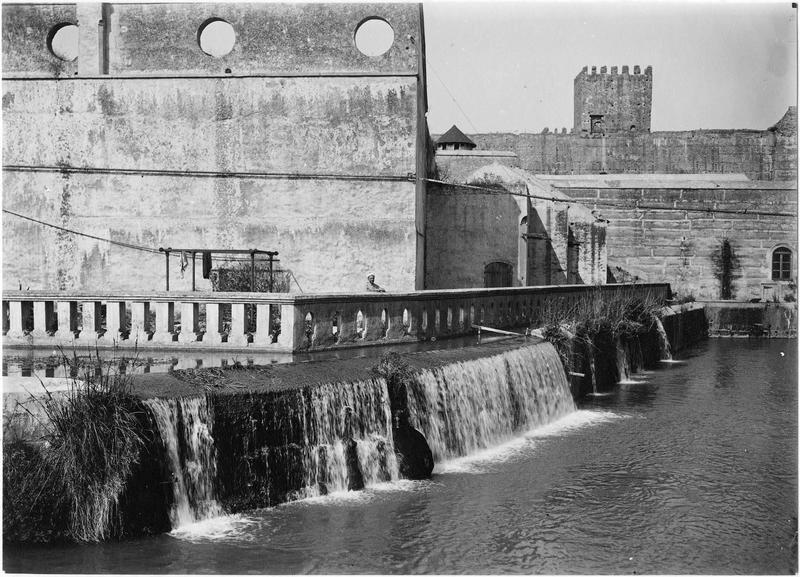
Vista del Oued Fes (o río Fez), y de las aguas que se desviaron para abastecer de energía a la fábrica.